# 坂口反応

坂口反応（さかぐちはんのう、Sakaguchi test）はタンパク質中のアルギニンを検出するために使われる化学反応である。坂口昌洋 (1900–1995) によって1925年に考案された。

## 概要
この反応は、水酸化ナトリウム水溶液によりアルカリ性とした少量の試料溶液に対して、1-ナフトールのアルコール溶液と少量の次亜塩素酸ナトリウム水溶液を加えることで行い、モノ置換グアニジノ基と反応して赤色を呈する。後にWeberによって改良され、次亜塩素酸ナトリウムの代わりに次亜臭素酸ナトリウムを用いることでアルギニンの比色定量が可能となった。なお、反応から数分経つと呈色は徐々に退色していく。

## 坂口による新法
旧法では次亜臭素酸ナトリウム水溶液中の1-ナフトールが徐々に反応して黄色の沈殿物を形成し、比色定量の妨げとなることが問題であった。新法では、1-ナフトールの代わりに8-ヒドロキシキノリンを用い、さらに呈色の安定化のために、呈色後すぐに尿素水溶液を加える操作を行う。なお、ペプチドに対して直接反応をおこなうと、構成アミノ酸の種類によって呈色率が異なるため、試料のペプチドはあらかじめ加水分解させて遊離アミノ酸とした方がよい。

## 引用文献
1. ↑  Sakaguchi, Shoyo (April 1925). “Über eine neue Farbenreaktion von protein und arginin” (ドイツ語). Journal of Biochemistry (Oxford University Press; Japanese Biochemical Society) 5:  25–31. doi:10.1093/oxfordjournals.jbchem.a128359.
2. ↑  Weber, C.J. (1930-03). “A MODIFICATION OF SAKAGUCHI'S REACTION FOR THE QUANTITATIVE DETERMINATION OF ARGININE” (英語). Journal of Biological Chemistry 86 (1):  217–222. doi:10.1016/S0021-9258(18)76920-2.
3. ↑  SAKAGUCHI, SHOYO (1950). “A NEW METHOD FOR THE COLORIMETRIC DETERMINATION OF ARGININE”. The Journal of Biochemistry (Japan) 37 (2):  231-236.
4. ↑  SAKAGUCHI, SHOYO (1951). “NOTE TO THE CLORIMETRIC DETERMINATION OF ARGININE”. The Journal of Biochemistry (Japan) 38 (1):  91.
5. ↑  Ishii, Shin'ichi (1960). “Sakaguchi Reaction on Arginine-Containing Peptides”. Nippon kagaku zassi 81 (10):  1586–1588. doi:10.1246/nikkashi1948.81.10_1586. ISSN 0369-5387.